# Heideggerovska terminologija
Martin Heidegger, njemački filozof 20. stoljeća, proizveo je opsežan opus kojim je namjeravao temeljito promijeniti smjer filozofije. Dubina promjene bila je tolika da je smatrao potrebnim uvesti mnoge neologizme, često povezane s idiomatskim riječima te frazama u njemačkom jeziku.
Dva primjera njegovih najosnovnijih neologizama; prisutno pri ruci i spremno u šaci, koriste se za opisivanje različitih stavova prema stvarima u svijetu. Za Heideggera su takvi "stavovi" prethodniji, tj. temeljniji od raznih znanosti o pojedinačnim predmetima u svijetu. Sama znanost je stav koji pokušava istraživati neku temu na način neutralnog istraživanja. Ostali povezani pojmovi također su objašnjeni u nastavku.
Heideggerova sveukupna analiza prilično je složena: uzima u obzir dobar dio povijesti filozofije. Vidi Bitak i vrijeme za opis njegovog sveukupnog projekta.

Ontologija, disciplina filozofije, usredotočena je na formalno proučavanje pojmova Bitak (sve ono što jest), Biće (stvarna prisutnost onog što bitak jest, konkretna realizacija bitka u stvarnosti) ,Bit/Suština (ono što tvori postojanu prirodu neke stvari, temelj, njezino određenje), bivanje/biti (ontološki pojam, označuje nastajanje i nestajanje, nasuprot statičnosti bitka, sveopća mijena bića unutar bitka). 

## Pojmovi

### Aletheia
( Starogrčki: ἀλήθεια)
Heideggerova ideja 'aletheia', ili razotkrivanje ( de. Erschlossenheit ), bio je pokušaj da se shvati kako stvari u svijetu izgledaju ljudskim bićima kao dio razumijevanja, kao "nezatvorenost" ili "neskrivenost". (Ovo je Heideggerovo uobičajeno čitanje: aletheia kao Unverborgenheit, "neskrivenost". ) Usko je povezano s pojmom razotkrivanja svijeta, načinom na koji stvari dobivaju svoj smisao kao dio holistički strukturirane, unaprijed protumačene pozadine značenja. U početku je Heidegger želio da aletheia predstavlja reinterpretiranu definiciju istine. Međutim, kasnije je ispravio povezanost aletheiae s istinom.

### Apofantički
( njem. apophantisch   )
Tvrdnja (za razliku od pitanja, sumnje ili izrazitijeg smisla) je apofantička. To je izjava koja prikriva značenje i umjesto toga daje nešto što je pri ruci. Na primjer, "Predsjednik je na godišnjem odmoru" i "Sol je natrijev klorid" su rečenice koje, zbog svog apofantičnog karaktera, 'Oni' lako mogu pokupiti i ponoviti u vijestima i tračevima. Međutim, stvarno 'spremno u šaci' značenje i kontekst mogu se izgubiti.

### Biti/bivanje-u-svijetu
( njem. In-der-Welt-sein  )
Biti-u-svijetu Heideggerova je zamjena za pojmove kao što su subjekt, objekt, svijest i svijet. Za njega, rascjep stvari na subjekt/objekt, kakav se nalazi u zapadnoj tradiciji, mora biti prevladan (čak i u jeziku), kao što je naznačeno korijenskom strukturom Husserlovog i Brentanovog koncepta intencionalnosti, tj. da je sva svijest svijest o nečemu, da ne postoji svijest kao takva, odsječena od objekta (bilo da se radi o misli ili percepciji). Niti postoje objekti bez neke svijesti koja ih promatra ili je uključena u njih.
Na najosnovnijoj razini bivanja-u-svijetu, Heidegger primjećuje da uvijek postoji raspoloženje, raspoloženje koje nas "napada" u nereflektiranoj odanosti čovječanstva svijetu. Raspoloženje ne dolazi ni "izvana" ni "iznutra", već proizlazi iz bivanja-u-svijetu. Osoba se može okrenuti od raspoloženja, ali to je samo prema drugom raspoloženju, kao dijelu fakticiteta. Samo s raspoloženjem netko smije susresti stvari u svijetu. Dasein (supojam za biti-u-svijetu) ima otvorenost prema svijetu koja je konstituirana usklađenošću raspoloženja ili stanja uma. Kao takav, Dasein je " bačena " "projekcija" ( de. geworfener Entwurf ), projicira se na mogućnosti koje stoje pred njim ili mogu biti skrivene, te tumači i razumije svijet u smislu mogućnosti. Takvo projektiranje nema nikakve veze s pristajanjem na plan koji je već smišljen. To nije plan. Dasein sebe uvijek shvaća u smislu mogućnosti. Razumijevamo: Dasein vidi sebe u mogućnostima. 

### Biti-prema-smrti
( njem. Sein-zum-Tode  )
Biti-prema-smrti nije orijentacija koja dovodi Dasein bliže svom kraju, u smislu kliničke smrti, već je prije način postojanja. Biti-prema-smrti odnosi se na proces rasta kroz svijet gdje određeno predviđanje vodi Dasein ka stjecanju autentične perspektive. Izvor predviđanja je strah od smrti. U analizi vremena, 'biti-prema-smrti' se otkriva kao trostruko stanje Bića. 1) Vrijeme, 2) sadašnjost i 3) pojam "vječnog" načini su temporalnosti, kako čovječanstvo gleda na vrijeme. Za Heideggera je to vrlo različito od pogrešnog pogleda na vrijeme kao linearni niz prošlosti, sadašnjosti i budućnosti. Umjesto toga, on to vidi kao ekstazu(biti izvan-sebe) te budućih projekcija (mogućnosti) i nečijeg mjesta u povijesti kao dijela svoje generacije. Mogućnosti su, dakle, sastavni dio razumijevanja vremena; projekti, ili bačena projekcija u-svijetu, su ono što apsorbira i usmjerava ljude. Budućnost, kao smjer prema budućnosti koja uvijek sadrži prošlost – ono što-je-bilo – primarni je modus Daseinove temporalnosti.
Smrt je ta mogućnost koja je apsolutna nemogućnost Daseina. Kao takva, ne može se usporediti ni s jednim drugim završetkom ili "istrčavanjem" nečega. Na primjer, nečija smrt nije empirijski događaj. Za Heideggera, smrt je Daseinovo 'najvlastitije' (ona je ono što osvjetljava Dasein u njegovoj individualnosti), ona je nerelacijska (nitko ne može nekome oduzeti nečiju smrt ili umrijeti umjesto njega, a vlastitu smrt ne možemo shvatiti kroz smrt drugog Daseina) i smrt se ne može nadmašiti te izbjeći. "Još-ne" života uvijek je već dio Daseina: "čim čovjek oživi, odmah je dovoljno star da umre." Trostruki uvjet smrti stoga je istovremeno nečija "najvlastitija mogućnost-za-biti, ne-odnosna, i ne može se izbjeći". Smrt je određena u svojoj neizbježnosti, ali autentično biti-prema-smrti razumije neodređenu prirodu vlastite neizbježne smrti - nikad se ne zna kada ili kako će doći. Međutim, ta neodređenost ne stavlja smrt u neko daleko, buduće "još-ne"; autentični biti-prema-smrti shvaća nečiju individualnu smrt kao uvijek već njegov dio.
Uz prosječnu, svakodnevnu (normalnu) raspravu o smrti, sve se to prikriva. "Oni" govore o tome na izbjegavajući način, prenose to kao nešto što se događa u nekom trenutku, ali još nije "prisutno pri ruci" kao stvarnost, i skrivaju njen karakter kao nečiiju 'najvlastitiju' mogućnost, predstavljajući je kao da ne pripada nikome posebno. Postaje obezvrijeđena - redefinirana kao neutralan i prizeman aspekt postojanja koji ne zaslužuje autentično razmatranje. "Umire se" tumači se kao činjenica i znači "nitko ne umire".
S druge strane, autentičnost izvlači Dasein iz "Oni", dijelom otkrivajući njegovo mjesto kao dijela od "Oni". Heidegger tvrdi da Autentično biti-prema-smrti poziva Daseinovo individualno jastvo izvan njegovog 'oni' i oslobađa ga da prevrednuje život sa stajališta konačnosti. Čineći to, Dasein se otvara za " tjeskobu/strepnju", koja se naizmjenično prevodi kao "strah" ili kao "tjeskoba". Tjeskoba, za razliku od straha, nema nikakav poseban razlog za strah; to je tjeskoba pred biti-u-svijetu općenito — to jest, tjeskoba pred Daseinovim vlastitim ja. Strah je šokantna individuacija Daseina, kada shvati da nije kod kuće u svijetu ili kada se nađe licem u lice sa svojom vlastitom negostoljubivošću (njem. de. Unheimlich, "nije kao doma"). Pri Dasein individuaciji, on biva otvoren za slušanje "zova savjesti" (njemački de. Gewissensruf ), koji dolazi od Dasienovog vlastitog Ja kada želi biti svoje Ja. Ovo Ja je tada otvoreno istini, shvaćenoj kao neskrivenost (grč. aletheia ). U ovom trenutku vizije, Dasein razumije skriveno kao i samu skrivenost, ukazujući na Heideggerovo redovito sjedinjavanje suprotnosti; u ovom slučaju istina i neistina.

### Biti-sa
( njem. Mitsein  )
Pojam "Biti-sa" odnosi se na ontološku karakteristiku ljudskog bića, da je ono oduvijek već  s drugima svoje vrste. Ovu tvrdnju ne treba shvatiti kao činjeničnu izjavu o pojedincu, da se on trenutno nalazi u prostornoj blizini jednog ili više drugih pojedinaca, već prije izjavu o biću svakog čovjeka, da se u strukturama njegovog bivanja-u-svijetu nalazi implicitna referenca na druge ljude, jer se ne može živjeti bez drugih. Ljudi su nazivani (od drugih, ne Heidegger) "ultrasocijalnim" i "obvezno društvenim". Heidegger, iz svoje fenomenološke perspektive, ovu značajku ljudskog života naziva "biti-sa" ( de. Mitsein ), i kaže da je bitno za biti čovjek, klasificirajući kao neautentično kada osoba ne uspijeva prepoznati koliko i na koji način netko misli o sebi i kako se obično ponaša pod utjecajem našeg društvenog okruženja. Heidegger ga svrstava u autentično kada netko obrati pozornost na taj utjecaj okruženja i samostalno odluči hoće li se s njim složiti ili ne. Živjeti potpuno bez takvog utjecaja, međutim, nije opcija u Heideggerovom gledištu.

### Briga
( njem. Sorge  )

Temeljna osnova bivanja-u-svijetu nije, za Heideggera, materija ili duh, nego briga:
Dasein-ov fakticitet je takav da se njegovo biti-u-svijetu uvijek rasprši ili čak podijeli na određene načine Bivanja-u. Mnoštvo takvih pokazuju sljedeći primjeri: imati posla s nečim, proizvoditi nešto, baviti se nečim i paziti na to, koristiti se nečim, odreći se nečega i pustiti to, poduzeti, ostvariti, dokazati, ispitivati, smatrati, raspravljati, utvrđivati. . .
Svi ovi načini Bivanja-u imaju brigu ( de. Sorge, briga ) kao svoju vrstu Bivanja. Baš kao kada znanstvenik istražuje ili pretražuje i pri tom pretpostavlja neutralnost, može se vidjeti da ispod toga postoji raspoloženje, briga znanstvenika da otkrije nove ideje ili teorije

### Čistac
( njem. Lichtung  )
Na njemačkom riječ Lichtung znači čistina, kao npr. čistina u šumi. Budući da je njen korijen njemačka riječ za svjetlo ( de. Licht ), ponekad se prevodi i kao "osvjetljenje", a kod Heideggera se odnosi na nužnost čistine na kojoj se bilo što može pojaviti, čistine na kojoj se neka stvar ili ideja može pokazati i biti neskrivena. Obratite pažnju na odnos koji ovo ima s Aletheiom i otkrivanjem .

Bića ( de. Seiendes ), ali ne i sam Bitak ( de. Sein ), ističu se kao na čistini, ili fizički, kao u prostoru. Stoga, piše Hubert Dreyfus, "stvari se pokazuju u svjetlu našeg razumijevanja postojanja." Tako čistac omogućuje otkrivanje bića ( de. Seiendes ), kao i pristup Daseinovu vlastitom biću. Čistac nije, samo po sebi, entitet koji se može spoznati izravno, u smislu u kojem se zna o entitetima svijeta. Kao što Heidegger piše u O podrijetlu umjetničkog djela :
Usred bitka kao cjeline pojavljuje se otvoreno mjesto. Postoji čistina, rasvjeta. S obzirom na ono što jest, bićima je ovaj čistac višeg stupnja nego što su bića. Ovo otvoreno središte stoga nije okruženo onim što jest; nego samo svjetlosno središte okružuje sve što jest, poput Ništa koje jedva poznajemo. Ono što jest može biti, kao biće, samo ako stoji unutar i ističe se unutar onoga što je osvijetljeno na ovoj čistini. Samo ta čistina daje i jamči nama ljudima prolaz do onih bića koja mi sami nismo i pristup biću koje mi sami jesmo.

### Destrukcija
Utemeljen u djelu Martina Luthera, Heidegger konceptualizira filozofiju kao zadatak uništavanja ontoloških koncepata, uključujući obična svakodnevna značenja riječi kao što su vrijeme, povijest, bitak, teorija, smrt, um, tijelo, materija, logika itd.:
Kada tradicija tako postane učiteljem, čini to na takav način da ono što 'prenosi' bude toliko nedostupno, proksimalno i djelomično, da postaje prilično skriveno. Tradicija uzima ono što je došlo do nas i predaje to samoočiglednosti; ona blokira naš pristup onim iskonskim 'izvorima' iz kojih su kategorije i pojmovi koji su nam predani istinski izvučeni. Doista, to nas tjera da zaboravimo da su imali takvo podrijetlo i tjera nas da pretpostavimo da je nužnost vraćanja tim izvorima nešto što ne trebamo ni razumjeti. ( Bitak i vrijeme, str. 43)
Heidegger smatra da se tradicija tu i tamo može kalcificirati:
Ako je pitanje Bića da treba učiniti transparentnom vlastitu povijest, tada se ova okorjela tradicija mora olabaviti, a skrivanja koja je ona donijela razriješiti. Mi shvaćamo ovaj zadatak kao zadatak u kojem, uzimajući pitanje Bića kao svoj trag, trebamo uništiti tradicionalni sadržaj drevne ontologije sve dok ne dođemo do onih iskonskih iskustava u kojima smo postigli svoje prve načine određivanja prirode Bića - načine koje su nas od tada uvijek vodili. ( Bitak i vrijeme, str. 44)
Heidegger potom primjećuje pozitivnost svog projekta de. Destruktion :
...nema nikakve veze s opakim relativiziranjem ontoloških stajališta. Ali ovo uništenje jednako je daleko od negativnog osjećaja otresanja ontološke tradicije. Moramo, naprotiv, istaknuti pozitivne mogućnosti te tradicije, a to znači zadržati je u njezinim granicama; a granice su zauzvrat dane činjenično načinom na koji je pitanje formulirano u to vrijeme, a i načinom na koji je moguće polje za istraživanje time omeđeno. Sa svoje negativne strane, ovo se uništenje ne povezuje s prošlošću; njegova je kritika usmjerena na 'danas' i na prevladavajući način tretiranja povijesti ontologije. . Ali pokopati prošlost u ništavnost (Nichtigkeit) nije svrha ovog uništenja; njegov cilj je pozitivan; njegova negativna funkcija ostaje neizražena i neizravna. ( Bitak i vrijeme, str. 44)

### Dasein
U svom nastojanju da redefinira čovjeka, Heidegger uvodi izjavu: 'najvlastitije od Daseina sastoji se u njegovom postojanju'. Heidegger konceptualizira postojanje oko jedinstvenih osobina čovjeka, za kojeg smatra da je "biće za koje je njegovo vlastito biće pitanje za njega". U Heideggerovom gledištu, čovjek definira svoje vlastito biće svojim djelovanjem i izborima, te je sposoban birati među mogućnostima, aktualizirajući barem jednu od raspoloživih mogućnosti dok pritom zatvara druge. Ovo hvaćanje samo nekih mogućnosti definira čovjeka kao jednu vrstu sebe, a ne drugu: nepošten izbor definira osobu kao nepoštenu, popravljanje razbijenih prozora definira osobu kao staklara i tako dalje. Ti se izbori donose kontinuirano i svakodnevno, pa je čovjek u stanju definirati sebe kako se kreće, u hodu. Stoga je živjeti život osobe stvar stalnog zauzimanja stava o vlastitom osjećaju sebe, a nečiji osjećaj sebe definira se zauzimanjem tog stajališta. Kako nijedan izbor nije 'jednom zauvijek', čovjek mora neprestano birati za svoj osjećaj sebe.
Ovome se dodaje da postojanje svega ostalog na planetu predstavlja pitanje za čovjeka, budući da se čovječanstvo bavi stvarima onakvima što one jesu i osobama onakvima tko one jesu. Samo se ljudske osobe, na primjer, odnose prema drugima smisleno i smisleno se uklapaju u i s drugim stvarima i/ili aktivnostima. Samo se čovjek, biće koje je u načinu egzistencije, može susresti s drugim entitetom u njegovom instrumentalnom karakteru. Opet, 'imati pitanje' znači biti zabrinut zbog nečega i brinuti se za nešto. Drugim riječima, biće od Dasein  u smislu postojanja je tako konstituirano da u samom svom biću ima brižan odnos prema vlastitom biću. Ovaj odnos nije teorijski ili samorefleksivan, već prije predteorijski odnos koji Heidegger naziva odnosom ili odjeljkom razumijevanja. Dasein  shvaća sebe u vlastitom biću ili Dasein  je na način da mu se njegovo biće uvijek otkriva. To je otkrivanje bića ono što razlikuje Dasein  od svih drugih bića. Ovakav način postojanja Daseina u kojim postoji odnos sa sobom naziva se 'egzistencija'. Nadalje, bitno je imati jasno razumijevanje izraza 'najvlastitiji'. Taj hrvatski prijevod njemačkog de. wesen obično se prevodi kao 'suština/bit/esencija' ('što-istvo'). Glagolski oblik njemačkog izraza de. wesen približava se indijskom korijenu vasati, što znači stanovanje, život, rast, sazrijevanje, kretanje itd. Dakle, ovaj verbalni dinamički karakter impliciran u riječi de. wesen treba imati na umu kako bismo razumjeli nijansu heideggerovske upotrebe 'egzistencije'. Ako je tradicionalno de. wesen bilo prevedeno kao bit u smislu 'što', za Heideggera takav prijevod nije prikladan za razumijevanje onoga što je jedinstveno ljudsko. Heidegger preuzima oblik postojanja od latinske riječi la. ex-sistere (stajati izvan sebe) s naznakom jedinstvene karakteristike bića čovjeka u smislu dinamičkog "kako" nasuprot tradicionalnom poimanju u smislu "što". Stoga egzistencija za Heideggera znači kako Dasein  u samom svom načinu postojanja uvijek stoji izvan sebe u odnosu na relaciju, brigu. Stoga treba strogo razlikovati ono što je Daseinu 'najvlastitije' od onog što je 'najvlastitije' drugim bićima. 'Najvlastitije' za bitak čovjeka Heidegger zove izrazom 'egzistencija'. Za ono što je najvlastitije drugim vrstama bića, on koristi izraz prisutno-pri ruci. Različiti elementi Egzistencije nazivaju se 'egzistencijali', a elementi onoga što je prisutno-pri-ruci zovu se 'kategorije'. Prema Heideggeru "samo čovjek egzistira, sve ostale stvari jesu (ne egzistiraju)". Važno je razumjeti da ovaj pojam 'egzistencije' kao onoga što je čovjeku najviše vlastito nije statičan koncept koji treba jednom zauvijek definirati u smislu sadržaja, već se mora razumjeti u smislu nečega što varira od pojedinca do pojedinca i s vremena na vrijeme za razliku od drugih bića koja imaju fiksnu suštinu. Ono biće čije je najvlastitije u načinu egzistencije naziva se Dasein. Na njemačkom, de. da ima prostornu konotaciju ili biti 'tamo' ili 'ovdje'. Dasein stoga može značiti jednostavno "biti tamo ili ovdje". U njemačkom bi se moglo odnositi i na egzistenciju (za razliku od suštine) nečega, posebno čovjeka. Međutim, Heidegger ovom pojmu pridaje novo ontološko značenje. Njemački izraz de. Dasein sastoji se od dvije komponente: de. Da i de. sein. U Heideggerovskoj upotrebi, sufiks de. -sein stoji za bitak čovjeka u načinu egzistencije i de. Da- stoji za trostruko razotkrivanje. Prema Heideggeru, biće čovjeka je na način trostrukog razotkrivanja. Odnosno, ontološka jedinstvenost čovjeka sastoji se u tome što njegovo biće postaje de. da /sfera, gdje Dasein otkriva ne samo vlastito biće, nego i biće drugih ne-ljudskih bića, kao i fenomen svijeta. Otuda za Heideggera pojam Dasein  naziv je za ontološku strukturu ontičkog ljudskog bića.

### Razotkrivanje
( njem. Erschlossenheit  )
Hubert Dreyfus i Charles Spinosa pišu: "Prema Heideggeru, naša je priroda biti otkrivači svijeta. To jest, pomoću naše opreme i koordiniranih praksi mi ljudska bića otvaramo koherentne, različite kontekste ili svjetove u kojima opažamo, osjećamo, djelujemo i mislimo."
Heidegger učenjak Nikolas Kompridis piše: "Otkrivanje svijeta odnosi se, s namjernom dvosmislenošću, na proces koji se zapravo događa na dvije različite razine. Na jednoj razini, odnosi se na razotkrivanje već interpretiranog, simbolički strukturiranog svijeta; svijet, onaj unutar kojeg se uvijek već nalazimo. Na drugoj razini, odnosi se jednako na razotkrivanje novih horizonata značenja kao i na razotkrivanje prethodno skrivenih ili netematiziranih dimenzija značenja.”

### Diskurs
( njem. Rede  ) Ontološko-egzistencijalna struktura Daseina sastoji se od "bačenosti" ( de. Geworfenheit ), "projekcije" ( de. Entwurf ), i "biti-zajedno-sa" ( de. Sein-bei ). Ova tri temeljna obilježja postojanja neodvojivo su vezana za "diskurs" ( de. Rede ), shvaćen kao najdublje razvijanje jezika.

### Oprema
( njem. das Zeug  ) de. Das Zeug odnosi se na predmet u svijetu s kojim imamo smislene poslove. Gotovo neprevodiv izraz, Heideggerova oprema može se smatrati zbirnom imenicom, tako da nikada nije prikladno nazvati nešto 'opremom'. Umjesto toga, njegova upotreba često odražava da znači alat ili kao "da-bi-nešto" za Daseina. Alati, u ovom kolektivnom smislu, i budući da su spremni u šaci, uvijek postoje u mreži drugih alata i organizacija, npr. papir je na stolu u sobi na sveučilištu. Obično je neprikladno vidjeti takvu opremu samu ili kao nešto što je prisutno pri ruci .
Drugi, manje prozaičan način razmišljanja o 'opremi' je kao o 'stvari s kojom se može raditi' oko nas, zajedno sa svojim kontekstom. "Papir s kojim se može raditi stvari, sa stola, na sveučilištu, u gradu, u svijetu, u svemiru." 'Oprema' se odnosi na stvar, njezine mogućnosti korisnosti i njezin kontekst.

### de.Ereignis
de. Ereignis često se prevodi kao "događaj", ali se bolje razumije u smislu nečega što "dolazi u vidokrug".
Ereignis se pojavljuje u Heideggerovim kasnijim djelima i nije ga lako sažeti. Najodrživiji tretman teme javlja se u zagonetnim i teškim Prilozima filozofiji. 

### Fundamentalna ontologija
Tradicionalna ontologija pita "Zašto nešto postoji?", dok se Heideggerova temeljna ontologija pita "Što znači da nešto postoji?". Taylor Carman piše (2003.) da je Heideggerova "temeljna ontologija" temeljna u odnosu na tradicionalnu ontologiju u tome što se tiče "onoga što svako razumijevanje entiteta nužno pretpostavlja, naime, naše razumijevanje onoga na temelju čega su entiteti entiteti."

### de.Gelassenheit
Često se prevodi kao "oslobađanje".  Heidegger je izraz posudio iz kršćanske mistične tradicije, otprilike od Meistera Eckharta .

### de.Geworfenheit
de. Geworfenheit opisuje čovjekove pojedinačne egzistencije kao "bačenost" (geworfen) u svijet. Za Williama J. Richardsona, Heidegger je upotrijebio ovaj jedinstveni izraz, "bačenost", da "opiše [ta] dva elementa izvorne situacije: nekontrolu nad vlastitim podrijetlom i referentnu ovisnost o drugim bićima".

### de.Kehre
Kehre, ili "zaokret" (die Kehre) izraz je koji Heidegger rijetko koristi, ali ga upotrebljavaju komentatori koji se pozivaju na promjenu u njegovim spisima već 1930. godine koja je postala jasno uspostavljena 1940-ih. Ponavljajuće teme koje karakteriziraju veći dio Kehre uključuju poeziju i tehnologiju. Komentatori (npr.  William J. Richardson) opisuju, na različite načine, promjenu fokusa ili veliku promjenu u pogledu.
Uvod u metafiziku iz 1935. "jasno pokazuje pomak" prema jeziku s prethodnog naglaska na Daseinu u Bitku i vremenu osam godina ranije, prema eseju Briana Barda iz 1993. pod naslovom "Heideggerovo čitanje Heraklita". U predavanju iz 1950. Heidegger je formulirao poznatu izreku " Jezik govori ", kasnije objavljenu u zbirci eseja de. Unterwegs zur Sprache iz 1959., a sabrano u engleskoj knjizi Poetry, Language, Thought iz 1971. godine.
Ovu navodnu promjenu — ovdje primijenjenu na oko trideset godina Heideggerove 40-godišnje spisateljske karijere — opisali su komentatori s vrlo različitih stajališta; uključujući i promjenu prioriteta s Bitka i vremena na Vrijeme i bitak — naime, s prebivanja (biti) u svijetu na djelovanje (vrijeme) u svijetu.  (Ovaj aspekt, posebno esej iz 1951., utjecao je na nekoliko značajnih teoretičara, uključujući Christiana Norberg-Schulza, Dalibora Veselyja, Josepha Rykwerta, Daniela Libeskinda i filozofa Nadera El-Bizrija. )
Drugi tumači vjeruju da " de. Kehre " ne postoji ili je njegov značaj prenaglašen. Thomas Sheehan (2001.) vjeruje da je ova navodna promjena "daleko manje dramatična nego što se obično sugerira", te je uključivala promjenu u fokusu i metodi. Sheehan tvrdi da se tijekom svoje karijere Heidegger nikada nije usredotočio na " bitak ", već je radije pokušao definirati "[ono što] donosi bitak kao datost entiteta". Mark Wrathall tvrdio je (2011.) da se de. Kehre ne nalazi u Heideggerovim spisima, već je jednostavno pogrešno shvaćanje. Kao dokaz za ovo gledište, Wrathall vidi dosljednost svrhe u Heideggerovoj cjeloživotnoj potrazi i usavršavanju njegova pojma "neskrivenosti".

### Metontologija
Metontologija je neologizam koji je Heidegger uveo u svom kolegiju "Metafizički temelji logike" iz 1928. godine. Pojam se odnosi na ontičku sferu ljudskog iskustva. Dok se ontologija bavi cijelim svijetom u širokim i apstraktnim terminima, metontologija se bavi konkretnim temama; Heidegger nudi primjere spolnih razlika i etike.

### Ontika
( njem. ontisch  )
Heidegger koristi pojam ontika, često u suprotnosti s pojmom ontologija, kada daje deskriptivna obilježja određene stvari i "jednostavne činjenice" njezina postojanja. Ontičko je ono što nešto čini onim što jest.
Za pojedinca koji raspravlja o prirodi "bića", nečiji ontik mogao bi se odnositi na fizičke, činjenične elemente koji proizvode nečiju vlastitu realnost i/ili su u osnovi vlastite stvarnosti - fizički mozak i njegove podstrukture. Moralisti postavljaju pitanje moralne ontike kada raspravljaju o tome postoji li vanjski, objektivni, neovisni izvor moralnosti koji nadilazi kulturu i vrijeme.

### Ontološki
( njem. ontologisch  )
Za razliku od "ontike" ( de. ontisch ), ontološki se koristi kada je u pitanju priroda ili smislena struktura postojanja. Ontologija, disciplina filozofije, usredotočena je na formalno proučavanje Bića. Dakle, nešto što je ontološko bavi se razumijevanjem i istraživanjem Bića, osnove Bića ili koncepta samog Bića.
Za pojedinca koji raspravlja o prirodi "bića", ontološko bi se moglo odnositi na nečije vlastito, subjektivno, fenomenološko iskustvo postojanja u prvom licu.

### Ontološka razlika
Središnje mjesto u Heideggerovoj filozofiji je razlika između bića kao takvog i specifičnih entiteta. On to naziva "ontološkom razlikom" i optužuje zapadnu tradiciju u filozofiji da je zaboravila ovu razliku, što je dovelo do pogrešnog shvaćanja "bića kao takvog" kao posebnog entiteta. (Vidi reifikacija )

### Mogućnost
( njem. Möglichkeit  )
Möglichkeit je pojam korišten samo jednom u određenom izdanju 'Bitka i vremena'. Čini se da u tekstu taj pojam označava "mogućnost čija je vjerojatnost veća od nula". Barem, kad bi se koristila u kontekstu, ovo je jedina uvjerljiva definicija.

### Prisutno pri ruci
( njem. Vorhanden, vorhandenheit  )
S onim što je prisutno pri ruci imamo (za razliku od "spremnog u šaci") stav poput znanstvenika ili teoretičara, da samo gledamo ili promatramo nešto. U viđenju entiteta kao prisutnog, promatrač se bavi samo golim činjenicama stvari ili koncepta, onako kako su prisutni te kako bi teoretizirao o tome. Ovaj način gledanja je nezainteresiran za važnost koju bi entitet mogao imati za Dasein, entitetovu povijest ili korisnost. Ovaj stav se često opisuje kao postojanje u neutralnom prostoru bez nekog posebnog raspoloženja ili subjektivnosti. Međutim, za Heideggera postojanje nije potpuno nezainteresirano ili neutralno. Ima raspoloženje i dio je metafizike prisutnosti koja nastoji sve sniziti. Svojim spisima Heidegger nastoji ostvariti de. Destruktion (vidi gore) ove metafizike prisutnosti.
'Prisutno pri ruci' nije način na koji se stvari u svijetu obično susreću, i otkriva se samo kao manjkav ili sekundaran modus, npr. kada se čekić slomi, gubi svoju korisnost i čini se da je samo tu, prisutan pri ruci. Kada se neka stvar otkrije kao prisutna pri ruci, ona se izdvaja od bilo kojeg korisnog skupa opreme te ubrzo gubi ovaj način prisutnosti pri ruci i postaje nešto, na primjer, što se mora popraviti ili zamijeniti.

### Spremno u šaci
( njem. Griffbereit, zuhanden, zuhandenheit  )
U gotovo svim slučajevima čovječanstvo je uključeno u svijet na običan, a i više uključen način, poduzimajući zadatke s ciljem postizanja nečega. Uzmimo za primjer čekić: spreman je za upotrebu; koristimo ga bez teoretiziranja. Zapravo, ako bismo na to gledali kao na nešto 'prisutno pri ruci', lako bismo mogli pogriješiti. Npr. uzmemo čekić za glavu umjesto za dršku. Tek kad se slomi ili nešto pođe po zlu, možemo vidjeti čekić kao da nam je 'prisutan pri ruci', samo leži tamo. Međutim, čak i tada možda nije u potpunosti 'prisutan pri ruci', budući da se sada pokazuje kao nešto što treba popraviti ili zbrinuti, i stoga je dio ukupne naše uključenosti. U ovom slučaju njegovo Biće može se promatrati kao nespremnost za rukovanje. Heidegger ocrtava tri načina nespremnosti za rukovanje: Uočljivo (oštećeno; npr. puklo je ožičenje svjetiljke), Nametljivo (nedostaje dio koji je potreban za funkcioniranje entiteta; npr. nalazimo da nedostaje žarulja), Tvrdoglavo (kada nam je entitet prepreka u nastavku projekta; npr. lampa mi zaklanja pogled na zaslon računala).
Važno je da ono što je 'spremno u šaci' proizlazi samo iz prethodnog stava u kojem nam je stalo do onoga što se događa i vidimo čekić u kontekstu ili svijetu opreme koja je tu "kako bi" učinila nešto. U tom smislu ono što je spremno u šaci je primordijalno u usporedbi s onim prisutnim pri ruci. Pojam primordijalno ovdje ne implicira nešto iskonsko/primitivno, već upućuje na Heideggerovu ideju da se Bitak može razumjeti samo kroz ono što nam je svakodnevno i "blisko". Naše svakodnevno razumijevanje svijeta nužno je dio bilo koje vrste znanstvenih ili teorijskih proučavanja entiteta 'prisutnog pri ruci'. Samo proučavanjem našeg "prosječno-svakodnevnog" razumijevanja svijeta, kako se ono izražava u ukupnosti naših odnosa prema 'spremnim u šaci' entitetima svijeta, možemo postaviti odgovarajuće temelje za specifična znanstvena istraživanja specifičnih entiteta unutar svijeta.
Za Heideggera u Bitku i vremenu ovo ilustrira, vrlo praktično, način na koji je 'prisutno pri ruci', kao prisutno 'sada' ili vječno prisutno (kao, na primjer, vječno prisutni znanstveni zakon ili Platonski oblik), počelo dominirati intelektualnom mišlju, osobito od prosvjetiteljstva. Da bismo razumjeli pitanje bitka, moramo paziti da ne padnemo u ovo izravnavanje, ili zaborav bića, koje je počelo nagrizati zapadnu misao od Sokrata, vidi metafiziku prisutnosti .

### Odlučnost
(njemački: Entschlossenheit )
Odlučnost se odnosi na nečiju sposobnost "otvaranja" vlastitog okvira inteligibilnosti/razumijevanja (tj. davanje smisla vlastitim riječima i postupcima u uvjetima svog cjelokupnog života) i sposobnost da se prihvati "zov savjesti".

### Seinsvergessenheit
Ovo se različito prevodi kao "zaborav bića" ili "nesvjesnost postojanja". Usko povezan pojam je "Seinsverlassenheit", preveden kao "napuštanje postojanja". Heidegger je vjerovao da prožimajući nihilizam u modernom svijetu proizlazi iz Seinsverlassenheita. »Ontološka razlika«, razlika između bića kao takvog (das Sein) i bića (das Seiende), temeljna je za Heideggera. Zaborav bitka koji se, prema njemu, događa u tijeku zapadne filozofije, svodi se na zaborav ove razlike.

### Svatko / Oni
(njemački: Das Man)
Jedan od najzanimljivijih i najvažnijih 'koncepata' u Bitku i vremenu je onaj Das Mana, za koji ne postoji točan engleski ni hrvatski prijevod; različiti prijevodi i komentatori koriste različite konvencije. Često se prevodi kao "Oni" ili "Ljudi" ili "Bilo tko", ali točnije se prevodi kao "Svatko" (kao u " 'svatko' treba uvijek stići na vrijeme"). Jan Patočka je za koncept Das Man označio sinonimnu oznaku "javni anonimus". Das Man potječe od neosobne zamjenice u jednini man ('svatko', za razliku od 'ja', ili 'ti', ili 'on', ili 'ona', ili 'oni'). I njemački man i engleski 'one' su neutralni ili neodređeni u pogledu roda i, čak, u određenom smislu, broja, iako obje riječi sugeriraju neodređenu množinu. Semantička uloga riječi man u njemačkom jeziku gotovo je identična onoj riječi one u engleskom jeziku ili riječi svatko u hrvatskom jeziku.
Heidegger se poziva na ovaj koncept Svakog u objašnjavanju neautentičnih načina postojanja, u kojima Dasein, umjesto da stvarno izabere nešto učiniti, to čini samo zato što "je to ono što svatko čini" ili "to je ono što ljudi čine". Dakle, das Man nije ispravan ili mjerljiv entitet, već prije amorfni dio društvene stvarnosti koji učinkovito funkcionira na način na koji čini kroz ovu neopipljivost.
Das Man konstituira mogućnost Daseinovog Bića, pa se tako za das Mana ne može reći da je netko određen. Umjesto toga, postojanje 'onih' poznato nam je kroz, na primjer, jezične konvencije i društvene norme. Heidegger tvrdi da "oni" propisuju nečije stanje uma i određuju što i kako netko 'vidi'”.
Da navedem primjere: kada se netko poziva na ono što je opće poznato, kaže se "svatko izbjegava činiti tako nešto"; Kada netko sjedi u automobilu ili autobusu ili čita novine, sudjeluje u svijetu 'onih'. Ovo je značajka 'Onih' kako funkcionira u društvu, autoritet koji nema poseban izvor. U ne moralnom smislu Heidegger suprotstavlja "autentično ja" ("moje vlastito ja") s "njihovim ja" ("moje neposjedovano ja").
Ovome srodni koncept je koncept apofantičke tvrdnje .

### Svijet
(njemački: Welt ) 
Heidegger nam daje četiri načina upotrebe pojma svijet:
1. "Svijet" se koristi kao ontički pojam i označava sveukupnost stvari koje mogu biti 'prisutne pri ruci' unutar svijeta.
2. "Svijet" funkcionira kao ontološki pojam i označava Bitak onih stvari koje mogu biti unutar svijeta. I doista, 'svijet' može postati pojam za bilo koje područje koje obuhvaća mnoštvo entiteta: na primjer, kada se govori o 'svijetu' jednog matematičara, 'svijet' označava područje mogućih objekata matematike.
3. "Svijet" se može shvatiti u drugom ontičkom smislu—ne, međutim, kao oni entiteti koji Dasein u biti nisu i koji se mogu susresti unutar-svijeta, već prije kao ono u čemu se može reći da 'živi' činjenični Dasein kao takav '. "Svijet" ovdje ima predontološko egzistencijalno značenje. Ovdje opet postoje različite mogućnosti: "svijet" može označavati 'javni' mi-svijet ili nečije 'vlastito' najbliže (domaće) okruženje.
4. Konačno, "svijet" označava ontološko-egzistencijalni koncept svjetovnosti (Weltheit ). Svjetovnost sama po sebi može imati svoje načine bilo koje strukturne cjeline koje bilo koji posebni 'svjetovi' mogu imati u tom trenutku; ali to u sebi obuhvaća apriorni karakter svjetovnosti općenito.
Napomena, to je treća definicija koju Heidegger obično koristi.

## Vanjske poveznice
- Dahlstrom, Daniel O. 7. veljače 2013. The Heidegger Dictionary. A & C Black. London. ISBN 978-1-847-06514-8
- Munday, Roderick. Ožujak 2009. Glossary of Terms in Being and Time

1. ↑  Pod "oduvijek već" Heidegger misli da svaka fenomenološka inspekcija ljudskog bića pronalazi tu karakteristiku. Nije utemeljena na nečem drugom.